# Frank Haubold
Frank Haubold   (Union City, 23 de març de 1906 - Ridgefield, març 1985) va ser un gimnasta artístic estatunidenc que va competir durant les dècades de 1920 i 1930. Es casà amb la també gimnasta Irma Haubold.
El 1928 va prendre part en els Jocs Olímpics d'Amsterdam, on va disputar les set proves del programa de gimnàstica. La setena posició en el concurs complet per equips fou el millor resultat, mentre en les altres proves finalitzà més enllà de la 25a posició.
Quatre anys més tard, als Jocs de Los Angeles, disputà cinc proves del programa de gimnàstica. Guanyà la medalla de plata en la competició del concurs complet per equips i la de bronze en el cavall amb arcs. En les altre proves destaca la quarta posició en l'exercici de terra i la sisena en el concurs complet individual.
La tercera i darrera participació en uns Jocs fou el 1936, a Berlín, on disputà les vuit proves del programa de gimnàstica masculina. Fou desè en el concurs complet per equips, mentre en les altres proves quedà en posicions molt endarrerides.
En el seu palmarès també destaquen dos campionats nacionals del concurs complet, el 1931 i 1932, així com el de barres paral·leles i cavall amb arcs.